# Малиновський Борис Миколайович
Бори́с Микола́йович Малино́вський (* 24 серпня 1921, Лух, нині Лухський район, Івановська область — 13 листопада 2019) — український вчений-комп'ютерник, 1969 — член-кореспондент НАН УРСР, заслужений діяч науки і техніки України, лауреат Державної премії України, 1995  лауреат Премії НАН України імені В. М. Глушкова; академік Міжнародної академії інформатики. Кавалер орденів Жовтневої Революції, Трудового Червоного Прапора, Вітчизняної війни І та ІІ ступенів, Червоної Зірки, нагороджений медалями «За бойові заслуги», «За оборону Москви», «За перемогу над Німеччиною», Почесною грамотою Верховної Ради УРСР.

## Життєпис
Походить з родини вчителів, 1939 року закінчив школу, призваний до армії.
Учасник Другої світової війни, пройшов бойовий шлях від солдата до командира артилерійської батареї, двічі поранений.
Закінчив Івановський енергетичний інститут, при Інституті електротехніки АН УРСР — аспірантуру. Працював в інституті майже півстоліття, стояв при зародженні вітчизняної обчислювальної техніки, навчався у В. М. Глушкова і С. О. Лебедєва.
В 1952—1954 роках досліджував можливість використання магнітних елементів у електронно-обчислювальній машині «МЕОМ», розробленій під керівництвом академіка.
Десять років працював у групі створення першої в СРСР напівпровідникової керівної машини «Дніпро», підготовки її до серійного виробництва, можливими проблемами застосування керуючих систем у енергетиці, промисловості, фізичному експерименті. З його ініціативи виходить журнал «Керуючі системи та машини».
Протягом 1967—1973 років керував розробкою першої в УРСР міні-ЕОМ М-180 — призначалася для систем автоматизації наукового лабораторного експерименту.
В 1969—1979 роках — голова ради з автоматизації наукових досліджень при Президії НАН УРСР. До середини 1970-х років в Академії наук УРСР було створено до ста систем автоматизації лабораторного експерименту.
У 1973—1986 роках бере участь:
- в розробці перших в СРСР мікро-ЕОМ («Електроніка С5», «Нейрон»),
- сигнальних процесорів для наземних і бортових систем зв'язку нового покоління.

Як педагог підготував 10 докторів та понад 40 кандидатів наук.
Організував Міжнародний доброчинний фонд історії та розвитку комп'ютерної науки і техніки.
Помер 13 листопада 2019 року на 99-му році життя.